# Хорњи Церекев
Хорњи Церекев (чеш. Horní Cerekev) град је у Чешкој Републици. Град се налази у управној јединици крај Височина, у оквиру којег припада округу Пелхримов.

## Становништво
Према подацима о броју становника из 2014. године град је имао 1.829 становника.